# Opera
 For alternative betydninger, se Opera (flertydig). (Se også artikler, som begynder med Opera)
 "Opéra" omdirigeres hertil. For metrostationen i Paris, se Opéra (metrostation).
Opera er en kunstform, i hvilken sangere og musikere opfører et dramatisk værk, som er en kombination af tekst (nedskrevet i en libretto) og sang og instrumentalmusik (nedskrevet i et partitur). Opera defineret på denne måde hører hjemme i den vestlige klassiske musik. Opera indeholder elementer fra det klassiske teater som skuespil, kulisser og kostumer – og dans. Opførelsen af operaer finder typisk sted i et operahus akkompagneret af et orkester; et symfoniorkester eller et mindre musikensemble.
Operaen som kunstform stammer fra det 16. århundredes Italien, Jacopo Peris nu tabte Dafne blev opført i 1597 i Firenze som en af de første operaer. Operaen bredte sig hurtigt til resten af Europa, idet tyske Heinrich Schütz, franske Jean-Baptiste Lully og engelske Henry Purcell begyndte operatraditionen i deres hjemlande i det 17. århundrede.
I det 18. århundrede var europæisk opera domineret af den italienske tradition bortset fra Frankrig. Opera seria var den italienske operas mest prestigefyldte genre. Christoph Willibald Gluck gjorde indsigelser mod dens kunstighed med sine reformoperaer i 1760'erne. I dag er den mest kendte operakomponist fra slutningen af det 18. århundrede Wolfgang Amadeus Mozart, som begyndte med opera seria, men som er mest berømt for Don Giovanni, der er alvorligt/komisk og de andre komiske operaer på italiensk som Figaros Bryllup, Così fan tutte og Tryllefløjten, som er på tysk og et højdepunkt i opera/syngespil.
I første tredjedel af det 19. århundrede opnåede bel canto-stilen sit højdepunkt med Gioacchino Rossini, Gaetano Donizetti og Vincenzo Bellini, som alle skabte værker, der opføres i dag. Der opstod desuden en ”grand opéra”, som Giacomo Meyerbeer er repræsentant for. Det 19. århundrede er en operaguldalder med Richard Wagner og Giuseppe Verdi fra hhv. Tyskland og Italien. Til denne guldalder hører verismo-stilen i Italien, der fører frem mod Giacomo Puccini og Richard Strauss i begyndelsen af det 20. århundrede. I det 20. århundrede eksperimenteredes med moderne stilarter som atonalitet og serialisme hos komponister som Arnold Schönberg og Alban Berg, nyklassicisme hos Igor Stravinskij og minimalisme hos Philip Glass og John Coolidge Adams.
Med fremkomsten af moderne teknologi får operasangere et nyt og større publikum; en af de første operasangere, der blev kendt uden for operahusene, var tenoren Enrico Caruso. I moderne tid bliver operaer også opført i (og skrevet for) radio og TV.

## Operaens bestanddele
Musikken er et lige så vigtigt element som sangteksten og skuespillet i en opera. Opera adskiller sig fra andre musikdramatiske genrer, ved at hele teksten synges. Den sungne tekst står i librettoen (egl. ”lille bog”). Nogle komponister som Richard Wagner skrev deres egne libretti, mens andre arbejdede tæt sammen med deres librettist som Wolfang Amadeus Mozart og Lorenzo da Ponte. Traditionelle operaer består af to former for sang:
- recitativerne, som er deklamatoriske passager, der præger handlingen med en særlig talesang, der følger tekstens sproglige rytme uden egentlig melodi, og

- arier, som er melodiske sangstykker, som personerne udtrykker deres følelser i med en struktureret stil. Duetter, trioer og andre ensembler udtrykker personernes indbyrdes forhold, lige som korsatser kan kommentere handlingen (som i den græske oldtids dramaer). I nogle operaer som syngespil, opéra comique, operette og semi-opera erstattes recitativerne af talt dialog.

Talt dialog er et hyppigt element i mange tidlige operaer samt i melodramaer, der udviklede sig som selvstændig genre i 1800-tallet. Melodiske eller semi-melodiske passager (i stedet for recitativer) kaldes arioso. I barokken og klassicismen var der to former for recitativer:
- secco-recitativer, der er talesang ledsaget af et continuo, som oftest blot er et cembalo og

- accompagnato- og strumentato-recitativer, hvori sangen støttes af hele orkestret.

I løbet af det 19. århundrede vandt accompagnato-recitativet mere og mere indpas, idet orkestret kom til at spille en større rolle; Richard Wagner var en af pionererne. Han nærmest udviskede skellet mellem arie og recitativ i sin søgen efter en ”endlos fließenden Melodie” (en uendeligt flydende melodi). Nogle komponister er gået i Wagners fodspor som Stravinskij i operaen Lastens vej.

## Operaens historie

### Oprindelsen
Dafne er det første egentlige værk, der er en opera fra nutidens definition. Det blev skrevet omkring 1597 af Jacopo Peri, der var medlem af en kreds af veluddannede renæssancehumanister i Firenze, som samledes om en interesse for den græske oldtids musik og teater i La Camerata de’ Bardi. Medlemmerne af La Camerata mente (sandsynligvis fejlagtigt), at korpassagerne og muligvis alle rollerne i de græske dramaer blev sunget. Værket Dafne var derfor egentlig et forsøg på at genoplive det klassiske græske oldtidsdrama – i tråd med renæssancens interesse for at videreføre ideer og værker fra antikken. Derfor gjorde renæssancekunstnerne operaen til et helt og holdent sunget dramatisk værk. Dafne er desværre gået tabt, men et senere værk af Peri, Euridice fra omkring 1600 er det første operapartitur overleveret til vor tid. Den første opera, der opføres regelmæssigt, er Claudio Monteverdis L’Orfeo, som blev komponeret for hoffet i Mantua i 1607.

### Italiensk opera

#### Barokken
Operaen var oprindeligt en fornøjelse for europæiske hoffer, men allerede i 1637 opstod ideen om offentlige operaforestillinger, som der skulle være billetsalg til. Det skete i Venedig, hvortil Monteverdi var flyttet fra Mantua, og hvor han komponerede sine sidste operaer, Il ritorno d'Ulisse in patria og  L'incoronazione di Poppea i 1640'erne. De tidlige barokoperaer blandede lavkomik med tragiske elementer, hvilket var med til at sprede operaformen ud i Italien og gøre genren populær.
Efterhånden udvikledes to parallelle handlingsspor i operaerne: de seriøse og de komiske elementer. De var påvirket af commedia dell'arte, som med sine improvisationer længe havde været en del af scenelivet i Italien, og kom til at udgøre en slags ”opera i operaen”. En af grundene var at tiltrække publikum fra den voksende stand af handlende, den tids nouveaux riches, som havde behov for at gå ud, men som var mindre kultiverede end adelen. Disse ”intermezzi” i opera seria var særligt populære i Napoli fra ca. 1710-1730.
Nogle komponister tog dog anstød af de mere grovkornede indslag og dannede en reformbevægelse, der blev knyttet til digteren Metastasios navn og blev støttet af det arkadiske akademi i Venedig. Metastasios libretti var i afgørende grad med til at rendyrke og udvikle opera seria-genren, som blev den førende italienske operaform indtil slutningen af det 18. århundrede. Da det metastasiske ideal blev veletableret, blev den grove komik henvist til opera buffa.
Opera seria havde et højtideligt udtryk og en højt stiliseret form, der som regel bestod af secco-recitativer iblandet lange da capo-arier. De bød den gode sanger fine muligheder for at vise sit talent, og i opera seria-genrens guldalder blev operasangeren da også betragtet som stykkets stjerne. Helterollen blev som regel skrevet for en kastratsanger: Kastratsangere som Farinelli og Senesino og kvindelige sopraner som Faustina Bordoni var stærkt efterspurgte i hele Europa med undtagelse af Frankrig, hvor opera seria ikke havde indtaget scenen. Farinelli er den mest berømte sanger fra det 18. århundrede, og italiensk opera blev den standard, barokopera blev målt efter. Italienske libretti blev brugt af en tysk komponist som Georg Friedrich Händel, når han skrev musik for publikum i London. Italienske libretti blev også brugt i den klassicistiske periode, da Mozart skrev i Wien. Førende italienskfødte komponister af opera seria er Alessandro Scarlatti, Antonio Vivaldi og Nicola Antonio Porpora.

#### Reformopera: Glucks opgør med den metastasiske idealopera og Mozart
Opera seria havde sine svagheder og sine kritikere. Genrens fokus på musikalske ornamenter udført af virtuose sangere og på optræden i stedet for overbevisende drama fik kritikere til at fare i blækhuset, og Francesco Algarottis Sopra l’opera in musica (Essay om opera) fra 1755 skulle vise sig at være god inspiration for den reform, Christoph Willibald Gluck gennemførte. Han mente, at opera seria skulle vende tilbage til sin oprindelse, og at alle tilknyttede elementer, sang, ledsagende musik, ballet og scenisk opsætning, burde tjene det grundlæggende dramatiske forlæg. Flere af periodens komponister som Niccolò Jommelli og Tommaso Traetta forsøgte at virkeliggøre disse idealer, men den første der havde succes med det og skabte et varigt bidrag til operahistorien var Gluck. Han forsøgte (som Winkelmann) at opnå en ”skøn enkelhed” i den første af sine ”reformoperaer”, Orfeo ed Euridice. I den er sangen ikke virtuost udsmykket som i fx Händels værker, men støttet af simple harmonier og et stærkt orkester.
Glucks ideer vakte genklang i operaverdenen og hos senere komponister. Weber, Mozart og Wagner var særligt påvirkede af hans idealer. Mozart, der på mange måder var Glucks efterfølger, forenede en overlegen sans for drama med et sikkert greb om harmoni, melodi og kontrapunkt i en rækker komedier, særligt i Così fan tutte, Figaros bryllup og Don Giovanni med tekst af librettisten Lorenzo da Ponte; disse operaer er blandt de mest populære og velkendte i dag. Mozarts bidrag dog også til opera seria med værker som Idomeneo og La Clemenza di Tito, men genren lå for døden, og det lykkedes ikke Mozart at bringe den varigt til live igen.

#### Bel canto, Verdi og verismo
Bel canto-opera er en bevægelse, der opstod i det tidlige 19. århundrede med operaer af Rossini, Bellini, Donizetti, Pacini, Mercadante og mange andre. Bel canto betyder ”skønsang” og stammer fra en italiensk skole for sang af det navn. Melodilinjen i bel canto er typisk floromvundet og kompleks på en måde, der kræver stor vokal fleksibilitet og kontrol.
I bel canto-operaens kølvand opstod en mere direkte og kraftfuld stil, som især blev fremført af Giuseppe Verdi, der fik sin første succes med den bibelske opera Nabucco fra 1842. Verdis operaer gik godt i spænd med den voksende nationalfølelse i Italien i tiden efter napoleonskrigene, og han blev hurtigt et symbol på den patriotiske bevægelses ambitioner og "Verdi" stod som graffiti på murene i Italien (omend Verdi ikke var særlig radikal selv). Tidligt i 1850’erne frembragte Verdi tre af sine mest populære operaer: Rigoletto, Il trovatore og La traviata, men han udviklede sin stil gennem hele sin karriere og frembragte den måske bedste franske grand opéra, Don Carlos, inden han sluttede sin karriere med to Shakespeare-inspirerede værker, Otello og  Falstaff, som til fulde viste, hvor meget den italienske opera havde udviklet sig i det 19. århundrede.
Efter Verdi opstod det følelsesladede, realistiske melodrama i den såkaldte verismo-stil i Italien. Startskuddet blev givet med Pietro Mascagnis Cavalleria rusticana og Ruggiero Leoncavallos Pagliacci, der stadig spilles på verdens operascener, lige som andre veristiske værker som Giacomo Puccinis La Bohème, Tosca og Madama Butterfly. Senere italienske komponister som fx Berio og Nono har eksperimenteret med mere modernistiske udtryksformer.

### Tysksproget opera
Den første tyske opera (den er ikke er overleveret til i dag) blev komponeret af Heinrich Schütz i 1627 og bar – som den første italienske 30 år før – titlen Dafne. Den italienske opera øvede stor indflydelse på tysktalende lande indtil slutningen af det 18. århundrede. En national tradition var under udvikling, og allerede i 1644 producerede Sigmund Staden det første syngespil, en populær tysksproget opera, som lader sang skifte med talt dialog. I slutningen af det 17. og i begyndelsen af det 18. århundrede viste Theater am Gänsemarkt i Hamborg en række operaer af Keiser, Telemann og Händel på tysk, men mange af tidens største tyske komponister, herunder Händel, Graun, Hasse og Gluck valgte at skrive de fleste af deres operaer på fremmede sprog, særligt italiensk.
Mozarts syngespil Bortførelsen fra Seraillet fra 1782 og Tryllefløjten fra 1791 betegnede et vigtigt internationalt gennembrud for den tysksprogede opera. Den tyske tradition blev videreudviklet i det 19. århundrede af Beethoven, der inspireret af den franske revolution skrev sin eneste opera, Fidelio, men det blev Carl Maria von Weber, der for alvor etablerede den tyske opera i modsætning til den italienske bel canto. Det skete med den romantiske Der Freischütz (Jægerbruden) fra 1821, der viste hans talent for at gengive det overnaturlige med musik i et operaværk. Andre vigtige operakomponister var Marschner, Schubert, Schumann og Lortzing, omend den uden tvivl mest betydende var Wagner.

#### Wagner og arven efter Wagner
Wagner var en af de mest revolutionære og kontroversielle komponister, musikhistorien har kendt. Han blev inspireret af Weber og Meyerbeer, men udviklede gradvist et nyt koncept for opera, som han kaldte et Gesamtkunstwerk, et totalkunstværk, der samlede musik, poesi og bildende kunst. I sine mest udviklede værker, Tristan und Isolde, Die Meistersinger von Nürnberg, Der Ring des Nibelungen og Parsifal opgav han at skelne mellem arie og recitativ for til gengæld at søge en uendeligt flydende melodi. Han ændrede orkestrets rolle, øgede dets styrke og skabte partiturer med et komplekst væv af ledemotiver (Leitmotiven). Det er genkommende temaer, der ofte associeres med bestemte personer eller hændelser i dramaet. Han havde desuden mod til at gå imod allerede etablerede musikalske konventioner som fx tonalitet i sin søgen efter større udtrykskraft. Wagner forlenede sin operaer med en filosofisk dimension og brugte ofte historier fra tysk sagnstof eller fra legenderne omkring kong Arthur. Wagner fik bygget sit eget operahus i Bayreuth, hvor hans værker skulle opføres på præcis den måde, han ønskede.
Operaen blev ikke den samme efter Wagner, og hans arv har for mange komponister været en tung byrde. Richard Strauss var en af dem, der antog Wagners ideer, men førte dem i nye retninger. Han blev berømt for sin Salome (opera), der vakte skandale, og for den mørke tragedie om Elektra, der afprøvede tonalitetens grænser. Så skiftede Strauss genre og gik tilbage til rokokoens muligheder i Der Rosenkavalier, i hvilken Mozart og wienervals var lige så betydende som inspiration som Wagner. Strauss’ operaer er stærkt varierede og bygger ofte på libretti af digteren Hugo von Hoffmannsthal. Blandt andre komponister, der har haft betydning for tysk opera i begyndelsen af det 20. århundrede, er Zemlinsky, Hindemith, Kurt Weill og den italienskfødte Ferruccio Busoni.

### Fransk opera
I konkurrence med importerede italienske operaproduktioner opstod der en særlig fransk tradition, som blev grundlagt af italieneren Jean-Baptiste Lully ved kong Ludvig XIV's hof. På trods af sit fremmede ophav var Lully i stand til at etablere et Académie Royale de Musique og havde nærmest monopol på fransk opera fra 1672. Hans første opera var Cadmus et Hermione, en tragédie en musique, som Lully sammen med librettisten Quinault konciperede som en form efter fransk smag, der særligt betonede dansen og koret som elementer i operaforestillingen. Lullys operaer benytter desuden et særligt ekspressivt recitativ, som tager hensyn til det franske sprogs rytmik og melodik. I det 18. århundrede blev Lullys vigtigste efterfølger Jean-Philippe Rameau, som komponerede fem tragédies en musique og en lang række andre værker i andre genrer som fx opéra-ballet, der er kendte for deres rige orkestrering og udfordring af kendte harmoniske rammer.
Efter Rameaus død blev tyskeren Gluck overtalt til at skabe seks operaer for scenen i Paris i 1770'erne. De bærer spor af Rameaus musik i sig, men er enklere og har større fokus på den dramatiske kerne. På samme tid var en ny genre opéra comique ved at blive populær i Frankrig. Den ligner med det tyske syngespil med arier, der veksler med talt dialog. Operakomponister som Monsigny, Philidor og især Grétry er kendte for deres bidrag til denne genre. I revolutionsperioden forlenede komponister som Méhul og Cherubini, som var inspirerede af Gluck, den med et mere seriøst udtryk, omend genren ikke på noget tidspunkt har været direkte ”komisk”.
Omkring 1820 måtte Glucks indflydelse i Frankrig vige for den italienske bel canto, særligt efter at Rossini kom til Paris. Rossinis Guillaume Tell var medvirkende til skabelsen af grand opéra, som især kendes gennem en anden udlænding, nemlig Giacomo Meyerbeer. Meyerbeers værker som Les Huguenots fokuserede på virtuos sang kombineret med sceniske specialeffekter. En lettere udgave af opéra comique nød også stor bevågenhed i værker fra komponister som Boïeldieu, Auber, Hérold og Adolphe Adam. I det miljø var det svært at få publikum til den franske Hector Berlioz’ værker. Hans episke mesterværk, Les Troyens, der var kulminationen på den gluckske tradition blev ikke opført i sin helhed i næsten hundrede år.
I anden halvdel af det 19. århundrede skabte Jacques Offenbach operetter med vittige og kyniske værker som fx Orphée aux enfers og Les Contes d’Hoffmann. Charles Gounod fik stor succes med Faust, mens Georges Bizet skabte Carmen, der, da publikum hurtigt havde lært at acceptere dens blanding af romantik og realisme, blev en af de mest populære operaer i opéra comique-traditionen. Massenet, Saint-Saëns og Delibes skabte alle værker, der nu er en del af moderne operahuses standardrepertoire. Der var i tiden en følelse af, at Richard Wagner var en torn i øjet på den franske tradition; mange franske kritikere angreb vredt Wagners musikdramaer, men nogle franske komponister forsøgte at efterligne hans stil med svingende held. Det mest interessante bud kom formentlig med Pelléas et Mélisande fra Claude Debussy, som lige som Wagners lader orkestret spille en ledende rolle og lader sangen bestå af en uafbrudt talesang i modsætning til den traditionelle opdeling i arier og recitativer. Værket beror på en underspillet gådefuld stemning, men er alle ligheder til trods langt fra Wagners musikalske stil.
Andre vigtige franske navne fra det 20. århundrede omfatter Ravel, Dukas, Roussel og Milhaud. Francis Poulenc, som har skrevet Dialogues des carmélites, er en af de meget få komponister fra efterkrigstiden, hvis operaer er blevet optaget i det internationale repertoire. Olivier Messiaens lange drama om Saint François d'Assise fra 1983 har også fået opmærksomhed fra mange sider.

### Opera på engelsk
I England var forløberen for opera den såkaldte jig fra det 17. århundrede. Det var egentlig et efterspil, som blev opført efter et almindeligt skuespil. Indholdet var ofte satirisk og skandaløst og bestod af en dialog med nogle populære melodier. Jigs er et forvarsel om ballad opera fra det 18. århundrede. På samme tid havde det franske maskespil vundet indpas ved det engelske hof med uhørt overdådighed og realistiske kulisser. Inigo Jones var scenograf. Et maskespil indeholdt sange og danseoptrin, som det er tilfældet i Ben Jonsons Lovers Made Men fra 1617.
Det engelske commonwealth søgte nu at lukke teatre og hæmme enhver udvikling, der kunne føre til grundlæggelsen af en egentlig engelsk opera. I 1656 producerede teatermanden Sir William Davenant The Siege of Rhodes, og da hans teater ikke havde tilladelse til at producere drama, bad han de førende komponister Lawes, Cooke, Locke, Coleman og Hudson om at komponere musik til forskellige dele af stykket. Da det blev en succes, fulgte han trop med The Cruelty of the Spaniards in Peru i 1658 og The History of Sir Francis Drake i 1659. De stykker havde endog Oliver Cromwells opbakning og støtte, da de udtrykte kritik af Spanien. Med genoprettelsen af det engelske monarki i 1660 var udenlandske og særligt franske musikere atter velkomne i England. I 1673 havde Thomas Shadwells Psyche premiere. Stykket var modelleret over en comédie-ballet af samme navn af Molière og Lully. Samme år producerede William Davenant The Tempest den første musikalske udgave af et stykke af Shakespeare. I 1683 komponerede John Blow Venus og Adonis, som ofte betragtes som den første egentlige engelsksprogede opera.
Blows efterfølger var den velkendte Henry Purcell, hvis mesterværk, Dido og Aeneas, stammer fra 1689. Handlingen i operaen fremmes af recitativer i italiensk stil, men mange af Purcells bedste værker er ikke egentlige operaer, men snarere semi-operaer med enkelte scener og maskespil inden for et almindeligt skuespil, som det er tilfældet i The Fairy-Queen fra 1692, The Prophetess fra 1690 og Bonduca fra 1696. Her er hovedpersonerne normalt ikke involverede i de musikalske scener, og det betyder, at Purcell sjældent kunne udvikle og tegne sine personer gennem sang. Ikke desto mindre var det hans og hans samarbejdspartner John Drydens håb at etablere den seriøse opera i England, omend dette håb blev gjort til skamme med Purcells tidlige død som 36-årig.

#### Thomas Arne
Efter Purcell svandt operaens popularitet i England i adskillige år. Først i 1730’erne fik interessen for genren fornyet liv. Det kan tilskrives Thomas Arnes indsats gennem hans egne værker og hans arbejde for at gøre Händel interesseret i at producere store værker på engelsk. Arne var den første engelske komponist, der eksperimenterede med gennemsungne, komiske operaer i den italienske stil. Thomas and Sally fra 1760 blev den største succes. Hans opera, Artaxerxes fra 1762 var det første forsøg på at skabe en opera seria på engelsk; den blev en stor succes og opførtes helt frem til 1830’erne. Selv om Arne imiterede mange af den italienske operas elementer, var han måske den eneste engelske komponist i tiden, som var i stand til at bevæge sig ud over de italienske strømninger og skabe sin unikke og særligt engelske tone. Hans moderniserede ballad opera, Love in a Village, fra 1762 skabte mode med pasticheoperaer, som holdt sig til godt ind i det 19. århundrede. Charles Burney skrev, at Arne kunne skabe en ”let, luftig, original og behagelig melodi, der var ganske anderledes end Purcells og Händels, som alle engelske komponister havde enten stjålet eller imiteret” ("a light, airy, original, and pleasing melody, wholly different from that of Purcell or Handel, whom all English composers had either pillaged or imitated").
Ud over Arne var den anden gigant i engelsk opera den tyskfødte Georg Friedrich Händel, hvis opere seria gik på Londons operascener i årtier og påvirkede engelske komponister som fx John Frederick Lampe, der også komponerede efter italienske modeller. Den italienske indflydelse gjorde sig gældende i Englands operaliv i det 18. og 19. århundrede gennem såvel fremmede som Mozart, Beethoven og Meyerbeer som gennem de store italienske komponister.
De eneste undtagelser var de såkaldte ballad operas, som John Gays The Beggar's Opera fra 1728 og musikalske burlesker, europæiske operetter og sene victorianske operaer i den lette stil som fx savoy-operaer af W. S. Gilbert og Arthur Sullivan. Der var spor af opera i alle disse typer underholdning, men Sullivan skrev kun én opera i den store stil: Ivanhoe. Han hævdede dog, at selv hans lette operaer udgjorde en særlig engelsk skole, der skulle erstatte franske operetter, der som regel blev opført i dårlige oversættelser, og som havde præget scenelivet i London fra midten af det 19. århundrede til begyndelsen af 1870'erne.
I det 20. århundrede begyndte den engelske opera at finde sine egne ben med værker af Ralph Vaughan Williams og særligt Benjamin Britten, som i en række fine operaer, der også er på standardrepertoiret i dag, udviste en særlig dramatisk sans parret med en fornem musikalitet. I vore dage er Thomas Adès med et værk som Powder Her Face og Sir Harrison Birtwistle med værker som Punch and Judy og The Minotaur blandt Det Forenede Kongeriges mest betydningsfulde komponister.
I det 20. århundrede har amerikanske komponister som Leonard Bernstein, George Gershwin, Gian-Carlo Menotti, Douglas Moore og Carlisle Floyd bidraget til den engelsksprogede operas udvikling, fordi de ofte har tilføjet operaen et pust af andre populære musikalske stilarter. De er blevet fulgt af komponister som Philip Glass, Mark Adamo, John Corigliano, Robert Moran, John Coolidge Adams og Jake Heggie.

### Russisk opera
Operaen kom til Rusland i 1730’erne med omrejsende italienske trupper, og snart blev den en vigtig del af underholdningen ved zarens hof og aristokrati. Mange fremmede komponister som Baldassare Galuppi, Giovanni Paisiello, Giuseppe Sarti og Domenico Cimarosa blev inviteret til Rusland for at komponere nye operaer, som regel på italiensk. Samtidigt rejste russiske komponister som Maksym Berezovskij og Dmytro Bortnianskij til udlandet for at lære at skrive opera. Den første opera på russisk, Tsefal i Prokris, kom i 1755, men var dog komponeret af en italiener, Francesco Araja. Udviklingen af den russisksprogede opera støttedes af russiske komponister som Vasilij Pashkevitj, Yevstignei Fomin og Alexei Verstovskij.
Den russiske opera fik sit egentlige gennembrud med Mikhail Glinkas store operaer, Livet for zaren fra 1836 og Ruslan i Lyudmila fra 1842. Efter Glinkas to operaer så flere store russiske operaer dagens lys i det 19. århundrede med værker som Rusalka og Kamenny gost af Alexander Dargomyzhskij, Boris Godunov og Khovanshchina af Modest Mussorgskij, Fyrst Igor af Alexander Borodin, Eugen Onegin og Spar Dame af Pjotr Tjajkovskij; Prinsesse Snefnug og Sadko af Nikolaj Rimskij-Korsakov. Elementer af russisk nationalisme spores i disse og andre værker fra perioden.
I det 20. århundrede har en række store komponister udviklet den russiske opera yderligere, fx Sergei Rachmaninov med værker som Den gerrige ridder og Francesca da Rimini, Igor Stravinskij med Nattergalen, Mavra, Oedipus Rex og Lastens vej, Sergei Prokofiev med Igrok, Kærligheden til de tre appelsiner, Ognenny angel, Obrucheniye v monastïre og Krig og fred samt Dmitrij Sjostakovitj med Næsen og Lady Macbeth fra Minsk, Edison Denisov med L'écume des jours og Alfred Schnittke med Life with an Idiot samt Historia von D. Johann Fausten.

### Operaen i andre nationale traditioner
Spanien har produceret sin egen form for opera, kaldet zarzuela, som havde to forskellige opblomstringer: Den ene fra midten af det 17. århundrede til midten af det 18. århundrede, mens den anden begyndte omkring 1850. Fra slutningen af det 18. århundrede til midten af det 19. århundrede var den italienske opera nemlig så populær i Spanien, at den fortrængte den lokale zarzuela.
Tjekkiske komponister har ligeledes udviklet deres egen levende, nationale operatradition i det 19. århundrede. Bedřich Smetana var den første og skrev otte operaer, herunder "Den solgte brud", der er internationalt kendt. Antonín Dvořák, der er mest kendt for Rusalka, skrev tretten operaer, mens Leoš Janáček i det 20. århundrede vandt anerkendelse uden for Tjekkiet for nyskabende værker som Jenůfa, Den fiffige lille ræv og Káťa Kabanová.
Nøglefiguren i ungarsk opera var i det 19. århundrede Ferenc Erkel, hvis værker ofte har benyttet historiske temaer. Blandt hans hyppigst opførte operaer er Hunyadi László og Bánk bán. Den mest kendte moderne ungarske opera er Béla Bartóks Hertug Blåskægs borg.
Den mest kendte polske operakomponist er Stanisław Moniuszko, som først og fremmest kendes for operaen Straszny Dwór. Andre polske værker fra det 20. århundrede er Król Roger af Karol Szymanowski og Ubu Rex af Krzysztof Penderecki.

### Nutidige og modernistiske strømninger

#### Modernisme
Den måske mest åbenlyst moderne udvikling af operagenren er sket med fremkomsten af atonalitet. Udviklingen satte allerede ind med Wagner og i særdeleshed med Tristan-akkorden i operaen Tristan und Isolde. Komponister som Richard Strauss, Claude Debussy, Giacomo Puccini, Paul Hindemith og Hans Pfitzner er gået et skridt videre med en ekstrem kromatik og en mere udstrakt brug af dissonans.
Egentlig operamodernisme indtræffer med to komponister fra Wien, nemlig Arnold Schönberg og hans elev Alban Berg, der begge komponerer i og advokerer for atonalitet og dodekafoni som udtænkt af Schönberg.
Schönbergs tidlige operaer, Erwartung fra 1909 (der dog først fik premiere i 1924) og Die glückliche Hand fra 1924, fremviser begge en udtalt brug af kromatiske harmonier og dissonans. Schönberg brugte også lejlighedsvis Sprechstimme, som han beskrev som: "The voice rising and falling relative to the indicated intervals, and everything being bound together with the time and rhythm of the music except where a pause is indicated".
Bergs to operaer, Wozzeck og Lulu (som var ufærdig, da Berg døde) har også mange de ovennævnte træk, omend Berg kombinerede sin højst personlige fortolkning af Schönbergs tolvtoneteknik med melodiske passager af en mere traditionel tonal karakter, hvilket måske er forklaringen på, at disse operaer er forblevet en del af standardrepertoiret på trods af deres kontroversielle musik og plot. Schönbergs teorier har haft direkte eller indirekte betydning for et betydeligt antal operakomponister som fx engelske Benjamin Britten, tyske Hans Werner Henze og russiske Dmitrij Sjostakovitj, selvom de måske ikke anvender Schönbergs teknikker.
Tolvtoneteknikken blev dog også mødt med en kritisk reaktion blandt komponister, bl.a. fra russeren Igor Stravinskij. Efter at have komponeret modernistisk musik til de to Diaghilev-balletter Petrushka og Le Sacre du printemps vendte Stravinskij i 1920'erne sig til en neoklassicistisk stilart, der kulminerede i produktionen af opera-oratoriet Oedipus Rex. Han skrev også operaen The Rake's Progress, men undgik fortsat de moderne virkemidler. Hans modstand mod serialisme virkede inspirerende på mange andre komponister.

#### Andre strømninger
Hvor store orkestre med stærke strygerbesætninger, flere harper og ekstra horn var normale i romantikken, er det almindeligt i det 20. århundrede i såvel operaer som i det øvrige klassiske repertoire at anvende mindre orkestre, hvilket sparer kompagniet for udgifter. Når såvel offentlige subsidier som private bidrag til operakunsten svinder, er det blevet almindeligt med et mindre budget til nye opsætninger eller nye værker. Komponister får bestillinger på operaer med kammerorkesterlignende besætning eller bliver bedt om at begrænse sig til korte enaktere af hensyn til operahusets økonomi. Nogle af Benjamin Brittens operaer er fx skrevet for så lidt som tretten musikere, mens Mark Adamos to-aktsudgave af Little Women kan opføres af blot 18 instrumenter.
En anden tendens i det 20. århundredes opera er samtidshistoriske operaer. The Death of Klinghoffer, Nixon in China og Doctor Atomic af John Adams samt Dead Man Walking af Jake Heggie er eksempler på operaiscenesættelser af nye begivenheder endda med personer, der lever. Tidligere behandlede operaerne fjerne historiske begivenheder eller tog skuespil eller myter under behandling.

#### Publikum
Den klassiske musik tiltrækker et veluddannet og modent publikum, og den tendens gør sig også gældende i operaen. På The Metropolitan Opera er operagæstens gennemsnitsalder 60 år. Det er en tendens, mange andre operakompagnier kan nikke genkendende til, og derfor er mange gået i gang med aktiviteter, der skal tiltrække et yngre publikum: Det Kongelige Teater i København har fx lanceret et initiativ kaldet Ungopera. Nogle operakompagnier tilbyder studerende og unge betragtelige rabatter på billetprisen.
Nogle operahuse får offentlig støtte, mens andre må klare sig på markedsvilkår. Nogle store selskaber forsøger at hyre stjernesangere, der kan tiltrække et stort publikum, mens mindre operakompagnier ofte må forsøge at dække udgifterne gennem offentlig støtte, lokale sponsorater og almindelig fundraising.
En øget radio- og TV-transmission af operaforestillinger har haft en vis betydning for at nå et nyt publikum, lige som biografdistribution i HD-kvalitet har muliggjort, at forestillinger kan ses af mange mennesker på samme tid og på den måde øget omsætningen. The Metropolitan Opera har siden 2006 udsendt direkte forestillinger til adskillige hundrede biografer over hele verden, herunder Rønne Bio i Danmark.

#### Musicals og opera
I slutningen af 1930'erne begyndte nogle komponister at skrive operalignende musicals, idet de forlenede værkerne med komplekse polyfoniske ensembler. Porgy og Bess af Gershwin, der er påvirket af jazz, og Candide af Bernstein med sine fejende lyriske passager, er eksempler på musicals, der har spillet på Broadway, men som også er en accepteret del af operarepertoiret. Show Boat, West Side Story, Brigadoon, Sweeney Todd, Evita og The Light in the Piazza formidler også dramatiske historier gennem kompleks musik og spilles af og til i operahuse, men betragtes dog som mere regulære musicals.

## Stemmetyper i opera

### Klassifikation af stemmer
Operasangere og rollerne i en opera inddeles efter stemmetype. Mandlige sangere klassificeres som enten bas, baryton, tenor eller kontratenor. Kvinder synger enten kontraalt, mezzosopran eller sopran. Børns stemmer falder uden for denne inddeling, idet drengestemmen først går i overgang ved puberteten. Der kan således optræde drengesopraner i operaer. Kastratsangere er mænd, der ved træning eller efter en operation har fastholdt det høje stemmeleje.
Stemmerne klassificeres ikke kun efter stemmens leje, men også af dens styrke og fleksibilitet. En sopran kan være lyrisk, koloratur, soubrette, spinto eller dramatisk sopran. Disse kategorier benyttes for at afgøre, hvilke roller der passer til en sangers stemme. Den enkelte sangers stemme kan udvikle sig drastisk i tidens løb, for sangeren når først sin ”modne” stemme ved 30-års-alderen.

### Brug af de enkelte stemmetyper
Sopraner har siden sidste halvdel af det 18. århundrede som regel sunget den kvindelige hovedperson i operaen. Tidligere kunne den rolle synges af andre kvindelige stemmer eller af en kastrat. Hvor nutidens operasmag lægger vægt på en stor spændvidde og især på høje toner, var det tidligere i højere grad den tekniske dygtighed, der var i fokus, idet en sopran sjældent skulle kunne synge højere end det høje A (Händel skrev fx kun en rolle, som indeholdt et højt C).
Mezzosopranen, et relativt nyt begreb, har et stort repertoire og synger både hovedroller som fx Dido i Purcells Dido og Aeneas og som Brangäne i Wagners Tristan und Isolde; begge roller synges dog også nogle gange af sopraner.
Kontraalten med den dybeste kvindestemme synger derimod et mere begrænset udvalg af roller som fx hekse og lave kvinder – eller mødre.
Nogle gange synger kvinder bukseroller som betyder, at personen, de fremstiller på scenen, er en mand. Disse roller findes især i operaer fra barokken.
Tenoren har fra den klassiske periode og fremefter typisk sunget den mandlige hovedrolle. Hvis der er flere tenorroller i operaen, kan det fx være den mandlige hovedpersons unge hjælpere. Mange af de mest udfordrende tenorroller blev skrevet i bel canto-perioden; det gælder fx tenorrollen i La fille du régiment af Donizetti, som indeholder 9 C'er. Med Wagner kom der fokus på vokal udholdenhed, og man bruger ofte betegnelsen Heldentenor for disse roller.
Bassen synger ofte biroller, fx i opera seria, eller kan være et komisk indslag i modsætning til tenorens seriøsitet som i Mozarts Don Giovanni, hvor tjeneren Leporello netop synges af en bas. Typiske roller for basser er fædre eller skurke.

### Berømte sangere
De tidligste opførelser af operaer var alt for få til, at nogen kunne ernære sig som egentlige operasangere, men da operaen blev offentligt tilgængelig mod betaling, begyndte de første professionelle sangere at dukke op. Den mandlige helt blev i barokken som regel sunget af en kastratsanger, og i det 18. århundrede, hvor italienske operaer blev opført overalt i Europa, var førende kastrater som Senesino og Farinelli internationale stjerner. Franskmændene brød sig ikke om kastrater, men foretrak at den mandlige helt blev sunget af en haute-contre (en høj tenor), som Joseph Legros. Den første kvindelige stjerne (eller prima donna) var Anna Renzi, som gjorde karriere midt i 1600-tallet. I det 18. århundrede blev en række italienske sopraner internationalt berømte, og de lå ofte i intens intern konkurrence, som det fx var tilfældet med Faustina Bordoni og Francesca Cuzzoni. De kom endda op at toppes under opførelsen af en af Händels operaer.
Selv om operaen er blevet mindre populær som kunst og genre, har massemedier formået at støtte visse berømte sangere og bringe dem frem som fx Luciano Pavarotti, Plácido Domingo og José Carreras, der også er kendt som ”De tre tenorer”. Andre kendte sangere fra det 20. århundrede er Maria Callas, Joan Sutherland, Jussi Björling og Enrico Caruso.

## Biografdistribution
Nogle større operahuse og produktionsselskaber er begyndt at udsende deres forestillinger til lokale biografer overalt i USA og i en række andre lande verden over. The Metropolitan Opera, som åbnede i 1883 på Manhattan i New York, begyndte at udsende TV-transmissioner i 2006, og mange af husets forestillinger vises live i biografer i såvel USA som i udlandet, herunder Danmark. I 2007 blev The Metropolitan Operas forestillinger vist i 424 biografer i 350 byer i USA, og en forestilling som La bohème blev vist 671 steder på verdensplan. The Metropolitan Opera er det eneste operakompagni, som transmitterer alle sine forestillinger live, omend mange af dem kun udsendes pr. radio. Tilsvarende har europæiske operahuse og festivaler som fx L’opera alla Scala i Milano, Salzburgfestivalen, Teatro La Fenice i Venedig, Gran Teatre del Liceu i Barcelona og Maggio Musicale i Firenze sendt deres produktioner til 91 biografer i 90 byer i USA siden 2006. I 2009 kom danske biografer med, fx Rønne Bio og Biffen i Aalborg med transmissioner fra Milano og Barcelona.

## Genrer
- Opera seria – seriøs, alvorlig opera, specielt italiensk opera fra 1720'erne til ca. 1830.
- Opera buffa – den første komiske operagenre udviklet i 1800-tallets Italien som et alternativ til opera seria.
- Tragédie lyrique – fransk operagenre udviklet af Jean-Baptiste Lully.
- Opéra-ballet – fransk operagenre i 1600-tallet og 1700-tallet.
- Ballad opera – engelsk operagenre i 1700-tallet.
- Opéra comique – fransk betegnelse for lette komiske operaer af lystspilkarakter. Genren kom senere til at betegne operaer med talt dialog mellem sangnumrene, også med tragisk handling.
- Grand opéra – fransk operagenre, ofte tragiske operaer.
- Singspiel – tysk operagenre fra 1600-tallet, Wien i 1700-tallet.
- Syngespil – opera med talt dialog, musikken ofte enklere end i operaen. Danske syngespil fra anden halvdel af 1700-tallet som Holger Danske.
- Melodramma – italiensk alvorlig genre, især om det romantiske melodramma fra ca. 1825.
- Romantisk opera – operagenre i 1800-tallet, især i Tyskland.
- Musikdrama – en gennemkomponeret operaform skabt sidst i 1800-tallet af Richard Wagner.
- Operette – en genre skabt i Paris og Wien i midten af 1800-tallet af især Strauss og Jacques Offenbach.